# Gábriel Asztrik László
Gábriel Asztrik László, születési nevén Gábriel László Ferenc; névváltozat: Gábriel L. Asztrik (Pécs, 1907. december 10. – Notre Dame, Indiana, USA, 2005. május 16.) magyar származású amerikai irodalomtörténész, történész, premontrei szerzetes, római katolikus pap. A Nemzetközi Egyetemtörténeti Bizottság elnöke volt. Premontrei kanonok-prépost.

## Életpályája
Szülei: Gábriel Alajos és Boros Mária voltak. 1926-ban érettségizett a pécsi állami reáliskolában. 1926-ban belépett a premontrei szerzetesi rendbe. 1931-ben ünnepélyes fogadalmat tett. 1931. november 30-án pappá szentelték. 1931–1932 között Gödöllőn nevelőintézeti tanárként dolgozott. 1932-ben Párizsban volt ösztöndíjas. 1936-ban a Pázmány Péter Tudományegyetem magyar–francia szakán tanári és bölcsészdoktori diplomát szerzett. 1936–1938 között a gödöllői premontrei francia gimnázium rendes tanára, 1938–1947 között igazgatója volt. 1941-ben a magyar–francia szellemi kapcsolatok a középkorban tárgykörben magántanári képesítést szerzett. 1941–1947 között a Pázmány Péter Tudományegyetem magántanára volt. 1947-ben emigrált Kanadába. 1947–1948 között a torontói Pápai Intézetben dolgozott. 1947–1949 között Torontóban élt. 1948-ban az USA-ban telepedett le. 1950–1951 között Princetonban élt. 1950–1951 között a New Jersey Egyetem tanára volt. 1952-től Indiana államban élt. 1952–1963 között az indianai Notre Dame Egyetem professzora volt. 1953–1974 között a Középkori Műveltség Tanszék vezetője és a Középkori Intézet igazgatója volt. 1963–1964 között a Harvard Egyetem vendégprofesszora volt. 1982-ben a Szent Mihály arkangyalról nevezett margitszigeti címzetes prépost volt.
Kutatási területe a középkori magyar-francia kapcsolatok voltak.

## Tagságai
1956-ban a londoni Királyi Történeti Társaság rendes tagja lett. 1962-ben a Francia Tudományos Akadémia Nyelv- és Irodalomtudományi Intézetének levelező tagja lett. 1966-ban az Amerikai Középkori Akadémia rendes tagjává választotta. 1971-ben a Bajor Tudományos Akadémia levelezős tagja lett. 1983-tól a Magyar Tudományos Akadémia tiszteletbeli tagja volt.

## Művei
- Breviárium-típusú kódexek (Budapest, 1934)
- A római index és a francia romantika (Egyetemi doktori értekezés; Budapest, 1936, franciául is)
- Gosztonyi püspök és párizsi mestere (Archivum Philologicum, 1936 és Magyar Kultúra, 1936)
- A középkori kéziratok identifikációja és lokalizációja (Magyar Könyvszemle, 1937)
- Szent Erzsébet magyarsága nyugati szemmel (Regnum, 1937)
- Descartes (Korunk Szava, 1938)
- Magyar diákok és tanárok a középkori Párizsban (Egyetemes Philologiai Közlöny, 1938 és Magyar Kultúra, 1938)
- A premontreiek Szent István tisztelete a középkorban (Gödöllő, 1938)
- A középkori kéziratok kormeghatározása (Magyar Könyvszemle, 1938)
- Le premier imprimé français de Pest. Les Hongrois et la Sorbonne médiévale (Nouvelle Revue de Hongrie, 1940)
- Szent Erzsébet tisztelete a középkori Spanyolországban (Gödöllő, 1940, spanyolul: 1952)
- A magyarországi francia telepesek irodalmi emléke (Gödöllő, 1940)
- Francia nevelésügyi törekvések (Magyar Pedagógia, 1941)
- Magyarországi Sándor mester, a középkori Sorbonne tanára (Egyetemes Philologiai Közlöny, 1941)
- A Pozsonyi Kódex eredeti kézirata (Magyar Könyvszemle, 1941)
- Magyarországi Jakab „eretneksége” a XIII. századi Franciaországban (Gödöllő, 1941)
- A debreceni könyvtár középkori kéziratai (Magyar Könyvszemle, 1942)
- Abélard és Héloïse (Katholikus Szemle, 1942)
- Abélard (Gödöllő, 1942)
- Maitre Jacques de Hongrie (Nouvelle Revue de Hongrie, 1942)
- Várdai Balázs a humanista Párizsban (Egyetemes Philologiai Közlöny, 1942, franciául: Archivum Europae Centro-Orientalis, 1942)
- Egy XIII. századi magyar klerikus párizsi egyetemi szentbeszéd-gyűjteménye (1943)
- Magyar vélemény egy középkori párisi dispután (Gödöllő, 1943)
- A premontrei kódexirodalom (Új Magyar Múzeum, 1944; franciául és németül is)
- A magyar–francia királyi udvar középkori kapcsolata (Gödöllő, 1944; franciául is)
- Magyarországi Szent Margit. A díszítőrajzokat Szűcs Pál készítette. Szövegközti, egészoldalas, beragasztott képekkel (Kassa, 1944; franciául és németül is)
- Nürnberger Handschriften in Ungarn (Ostmitteleuropäische Bibliothek. 52. Budapest, 1944)
- Apor-kódex (Magyar Könyvszemle, 1944)
- English Masters and Students in Paris during the XII Century (1949)
- La protection des étudiants à l’Université de Paris au XIIIe siècle (Revue de l’Université d’Ottawa, 1950)
- The Preparatory Teaching in the Parisien Colleges during the XIVth Century (Revue de l’Université d’Ottawa, 1951)
- Robert de Sorbonne (Revue de l’Université d’Ottawa, 1953)
- Virágos Pannonia. A magyar szentek élete (1953)
- Student Life in the Ave Maria College, History Chartulary of the College (1955)
- The Educational Ideas of Vincent of Beauvais (1956)
- Martin de Bereck, Receptor, Proctor and Rector at the University of Paris, 1423–1432 (1956)
- The Source of the Anecdote of the Inconstant Scholar (Classica et Mediaevalia, 1958)
- Les étudiants étrangers á l'Université de Paris aux XV siécle (1959)
- Skara House at the Mediaeval University of Paris (1960)
- Motivation of the Founders at Mediaeval Colleges (Miscellanea Mediaevalia. Berlin, 1964)
- Foreign Students, Members of the English–German Nation, at the University of Paris, in the XVth Century. 1 térképpel (Miscellanea di studi dedicati a Emerico Várady. Modena, 1966)
- Le doyen de la Faculté de Décret à l’Université médiévale de Paris (L’Année Canonique, 1966)
- La Hongrie et le „Livre des receveurs” de la nation anglo-allemande (Études Finno-Ougriennes, 1967)
- The Mediaeval Universities of Pécs and Pozsony (1969)
- Garlandia – Studies in the History of the Mediaeval University (Notre Dame–Frankfurt am Main, 1969)
- Les collèges parisiens et le recrutement des Canonistes (L’Année Canonique, 1971)
- The Role of the Canons of Prémontré in the Intellectuel Movements of the Twelfth and Thirteenth Centuries (Gedenkboek ordre van Prémontré. 1121–1971, 1971)
- Summary Bibliography of the History of the Universities of Great Britain and Ireland up to 1800. Covering Publications between 1900 and 1968 (Notre Dame, 1974)
- The House of Poor German Students at the Mediaeval University of Paris (Geschichte in der Gesellschaft. Stuttgart, 1974)
- The Ideal Master of the Mediaeval University (The Catholic Historical Review, 1974)
- „Via antiqua” and „via moderna” and the Migration of Paris Students and Masters to the German Universities in the XVth Century (Antiqui und Moderni. Berlin–New York, 1974)
- The Academic Career of Blasius de Varda [= Várdai Balázs], Hungarian Humanist at the University of Paris (Manuscripta. Vol. 20. New York, 1976)
- The Economic and Material Frame of the Mediaeval University. 14. International Congress of Historical Sciences (Notre Dame, 1977)
- Intellectuel Relations between the University of Louvain and the University of Paris in the XVth Century (The Universities in the Late of Middle Ages. Leuven, 1978)
- Petrus Cesaris Wagner and Johannes Stoll. Fifteenth-Century Printers at the University of Paris (Notre Dame, 1978)
- The Decorated Initials of the IXth–Xth Century Manuscripts from Bobbio in the Ambrosiana Library, Milano (Paläographie. 1981. München, 1982)
- Ismeretlen magyar diákok Párizsban. 1495–1525. Akadémiai székfoglaló (Elhangzott: 1982. okt. 1.)
- The University of Paris and its Hungaroan Students and Masters during the Reign of Louis XII and Francois I (1986)
- Georgius Wolff (†1499), Printer and Officer of the English–German Nation at the University of Paris. His Social, Professional and Academic Connections. (Gesellschaftsgeschichte. Festschrift für Karl Bosl zum 80. Geburtstag. München, 1988)
- Marcus de Kémes [= Kémesi Márk] Hungarian Master at the University of Paris, ca. 1521–1523 (Triumph in Adversity. Boulder, 1988)
- Hungarian Students and Masters Who Attended Both the Universities of Vienna and Paris. Vorlesungen des II Internationales Kongresses für Hungarologie. Wien, 1–5. Sept. 1986. (Budapest–Bécs, 1989)
- University Career of Matheus de Loreyo. Academic Liaison between Jodocus Clichtoveus and Humanist Bishop Johannes Gosztonyi (Hungarian Studies. Vol. 3. Bp., 1989)
- The Paris Studium (1992)
- An Unknown Illuminated Page from the Statues of the Order of Saint Michael in the Ambrosiana Library in Milano (Studiosorum speculum. Studies in Honor of Louis J. Lékai. Spencer, 1993)
- Franciscus Ossmanus, a Popular Officer of the English–German Nation in Great Demand at the University of Paris. 1515–1524 (Mélanges de la Bibliothéque de la Sorbonne. Paris, 1993)
- Jacques Maritain, vatikáni követ (Folia selecta, 1996)

## Díjai
- Palmes Académiques (1950)
- Árpád Aranyérem (1962)
- Légion d'Honneur (1966)
- Commander of the Order Merit (1969)
- Pro Ecclesia et Pontifice (1976)
- A Magyar Érdemrend középkeresztje (1992)